# Droga magistralna M5 (Rosja)
Droga magistralna M5 «Ural» (ros. Федера́льная автомоби́льная доро́га М5 «Урал») – droga federalnego znaczenia, magistrala na terenie Rosji. Zaczyna się w południowej Moskwie i prowadzi do Czelabińska oraz Jekaterynburga.

## Kilometraż trasy
Obwód moskiewski
- 0 km – Moskwa (Wołgogradzki Prospekt)
- 3 km – Moskwa (Выхино-Жулебино)
- 5 km – Lubiercy
- 11 km – Oktiabrskij
- 13 km – Ostrowieckoje
- 23 km – Czułkowskoje
- 44 km – Bronnicy
- 70 km – Stepaniszczyno
- 93 km – Kołomna
- 116 km – Łuchowicy

Obwód riazański
- 180 km – Riazań
- 280 km – Szyłowo
- 302 km – Putiatino
- 350 km – Szack

Mordowia
- 430 km – Umiet
- 440 km – Zubowa Polana
- 460 km – droga P180 na Krasnosłobodsk i Sarańsk

Obwód penzeński
- 472 km – Spassk
- 525 km – Niżni Łomow
- 593 km – Mokszan
- 634 km – Penza
- 680 km – Gorodiszcze
- 706 km – Czaadajewka
- 745 km – Kuźnieck
- 770 km – Duży Truw

Obwód uljanowski
- 822 km – Nowospasskoj

Obwód samarski
- 859 km – Syzrań
- 930 km – Meżdureczeńsk
- 969 km – Żygulowsk

Zapora na Wołdze, Żygulowskiej Elektrowni Wodnej
- 972 km – Togliatti
- 1032 km – przecięcie z drogą federalną A300 (dawniej M32)
- 1043 km – Czerwony Jar
- 1115 km – Suchodoł
- 1178 km – Stara Balikla

Obwód orenburski
- 1204 km – Północne

Tatarstan
- 1271 km – Bawły

Baszkiria
- 1285 km – Oktiabrskij
- 1324 km – Serafimowskij
- 1392 km – Kob-Pokrowska
- 1539 km – Ufa

Obwód czelabiński
- 1610 km – Asza
- 1640 km – Sim
- 1672 km – Ust'-Kataw
- 1745 km – Satka
- 1789 km – Złatoust
- 1816 km – Miass
- 1919 km – Czelabińsk

### Ważniejsze miejscowości leżące na trasie M5
- Moskwa
- Kołomna
- Riazań
- Penza
- Togliatti
- Czelabińsk
- Jekaterynburg